# NGC 4957
NGC 4957 је елиптична галаксија у сазвежђу Береникина коса која се налази на NGC листи објеката дубоког неба.
Деклинација објекта је + 27° 34' 10" а ректасцензија 13h 5m 12,5s. Привидна величина (магнитуда) објекта NGC 4957 износи 13,0 а фотографска магнитуда 14,0. Налази се на удаљености од 94,383 милиона парсека од Сунца. NGC 4957 је још познат и под ознакама UGC 8178, MCG 5-31-124, CGCG 160-130, PGC 45253.